# 诺延达喇
诺延达喇济农（1522年—1572年），又作那言大儿、吉能（济农）。巴尔斯博罗特之孙，衮必里克墨尔根长子。

## 生平
1542年，衮必里克墨尔根去世，他承袭济农之位。他的叔父俺答汗崛起，他只领鄂尔多斯万户，在黄河河套西部，听命于俺答汗。以明人马天禄为心腹，好掠夺甘州、肃州。1571年，俺答汗请明朝命他为都督同知，与明朝通贡互市。次年，吉能去世，明朝派人赐祭，其子布延巴图尔鸿台吉继立。

## 家庭
- 子：

1. 布延巴图尔鸿台吉（后代为鄂尔多斯左翼中旗郡王）
2. 诺木图古棱诺延
3. 鄂木布达赉诺延
4. 必巴锡鄂特罕诺延
5. 莽古斯楚克库尔[1][2]